# Ægir

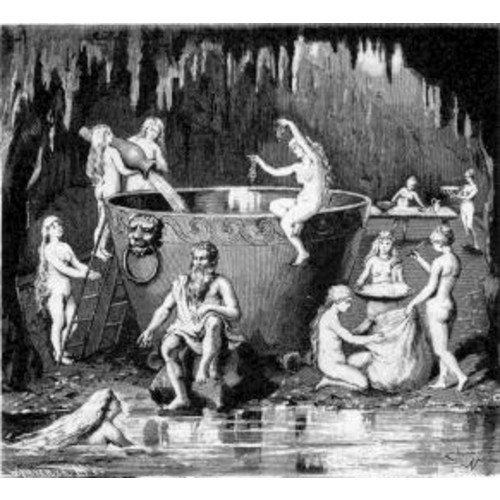
Nella mitologia scandinava, Ægir e le sue figlie preparavano birra di malto in grandi calderoni.

Ægir (talvolta anglicizzato Aegir o Aeger, chiamato anche Hlér) è un gigante e re del mare e inventore della birra nella mitologia norrena. È anche conosciuto come un amico per gli dei, di fatto organizza delle feste ben elaborate per loro.

## Etimologia
Richard Cleasby e Guðbrandur Vigfússon vedevano il suo nome come un pre-norreno, derivante da un'antica radice indo-europea.
Sembra essere una personificazione della forza dell'oceano.
Il suo nome fa ricorso all'esopianeta noto come Epsilon Eridani b.

## Testimonianze
Nello Nafnaþulur, raccolta di poemi dell'Edda in prosa di Snorri Sturluson, Ægir viene associato alla figura del gigante.
Nello Skáldskaparmál, la seconda parte dell'Edda in prosa, Ægir è identificato con Gymir e Hlér, che viveva nell'isola di Hlésey. L'intestazione in prosa del Lokasenna afferma che il suo palazzo è un santuario illuminato dall'oro e dove la birra si versa da sola.
È degno di nota che Gymir è anche il nome del gigante padre della bella Gerðr (la sposa di Freyr) e marito di Aurboða.
Un altro collegamento fra gli Æsir, gli dèi, e il gigante del mare è la figura di Hymir, il quale si dice fosse il padre di Týr, nella Hymiskviða.
Ægir è figlio di Fornjótr, un gigante e re della Finlandia e fratello di Logi (fuoco, fiamma) e di Kári (vento).
Nel Lokasenna, ospita una festa per gli dèi nel quale viene servita l'Ale in un gigantesco calderone procuratogli da Thor. La storia di Thor e di quel calderone è raccontata nell'Hymiskviða.
Ægir ha due servi, Fimafeng (che fu ucciso da Loki) e Eldir.

## Famiglia
Ægir è figlio di Fornjótr, un gigante e re della Finlandia e fratello di Logi (fuoco, fiamma) e di Kári (vento).
Si dice che Ægir abbia avuto nove figlie con sua moglie, Rán. I loro nomi erano Bára, Blóðughadda, Bylgja, Dúfa, Hefring, Himinglæva, Hrönn, Kólga, e Unnr. Il nome di ciascuna riflette caratteristiche differenti delle onde dell'oceano.